# FC Nordsjælland
FC Nordsjælland är en fotbollsklubb i Farum i Danmark. Hemmamatcherna spelas på Right to Dream Park.

## Historia
FC Nordsjælland bildades 2003 och har sina rötter i klubben Farum BK. Farum BK bildades i sin tur 1991 som en sammanslagning av Farum Idrætsklub och Stavnsholt Boldklub. Farum kvalificerade sig säsongen 2001/2002 för spel i den danska Superligaen, och slutade på tredje plats säsongen 2002/2003. Namnet ändrades från Farum BK till FC Nordsjælland inför säsongen 2003/2004. FC Nordsjælland blev den 23 maj 2012 ligamästare och fick säsongen 2012/2013 för första gången spela i Uefa Champions League, där man ställdes mot Chelsea, Juventus och Sjachtar Donetsk.

## Spelare

### Truppen
| Nr | Land      | Pos | Namn                                   |
| -- | --------- | --- | -------------------------------------- |
| 4  | Danmark   | F   | Kian Hansen ()                         |
| 5  | Danmark   | F   | Martin Frese                           |
| 6  | Danmark   | MF  | Jeppe Tverskov                         |
| 7  | Danmark   | A   | Marcus Ingvartsen                      |
| 8  | Norge     | MF  | Andreas Schjelderup (lån från Benfica) |
| 9  | Sverige   | A   | Benjamin Nygren                        |
| 11 | Danmark   | A   | Mads Hansen                            |
| 12 | Frankrike | MF  | Rocco Ascone                           |
| 13 | Danmark   | MV  | Andreas Hansen                         |
| 14 | Ghana     | A   | Ibrahim Osman                          |
| 15 | Danmark   | F   | Erik Marxen                            |
| 17 | Danmark   | A   | Christian Rasmussen (lån från Ajax)    |
| 19 | Danmark   | F   | Lucas Hey                              |
| 20 | Ghana     | MF  | Araphat Mohammed                       |

| Nr | Land            | Pos | Namn               |
| -- | --------------- | --- | ------------------ |
| 21 | Danmark         | MF  | Zidan Sertdemir    |
| 22 | Finland         | A   | Oliver Antman      |
| 23 | Danmark         | F   | Oliver Villadsen   |
| 24 | Danmark         | F   | Lucas Høgsberg     |
| 25 | Finland         | MV  | Carljohan Eriksson |
| 27 | Sverige         | F   | Daniel Svensson    |
| 29 | Elfenbenskusten | MF  | Mario Dorgeles     |
| 31 | Danmark         | MV  | Andreas Gülstorff  |
| 32 | USA             | A   | Milan Iloski       |
| 39 | Burkina Faso    | F   | Adamo Nagalo       |
| 40 | Danmark         | A   | Conrad Harder      |
| 43 | Norge           | MF  | Sindre Walle Egeli |
| 47 | Danmark         | MF  | Magnus Munck       |

### Utlånade spelare
| Nr | Land            | Pos | Namn                                           |
| -- | --------------- | --- | ---------------------------------------------- |
|    | Sverige         | F   | Ben Engdahl (i FC Helsingør till 30 juni 2024) |
|    | Elfenbenskusten | MF  | Lasso Coulibaly (i Randers till 30 juni 2024)  |

| Nr | Land            | Pos | Namn                                              |
| -- | --------------- | --- | ------------------------------------------------- |
|    | Elfenbenskusten | A   | Yannick Agnero (i FC Helsingør till 30 juni 2024) |

### Svenska spelare
- Johnny Lundberg (2006–2009)
- Marcus Pode (2007–2008)
- Andreas Dahl (2008–2009)
- Benjamin Kibebe (2008–2010)
- Pierre Bengtsson (2009–2010)
- Rawez Lawan (2009–2012)
- David Moberg Karlsson (2014–2016)
- Patrik Carlgren (2017)